# Saint-Alban, Côtes-d'Armor
Saint-Alban (tiếng Breton: Sant-Alvan, Gallo: Saent-Alban) là một xã của tỉnh Côtes-d’Armor, thuộc vùng Bretagne, tây bắc Pháp.

## Dân số
Người dân ở Saint-Alban được gọi là Albanais.